# David Bergeaud
David Bergeaud, anche detto KOR (Parigi, 1968), è un compositore francese.

## Biografia
Bergeaud nacque a Parigi; iniziò l'educazione musicale a cinque anni e, influenzato dal padre, un coreografo e direttore di scena, studiò musica per dieci anni. L'ambizione di studiare musica contemporanea lo condusse a Los Angeles, dove risiede attualmente.
Gli spettacoli televisivi a cui ha collaborato furono The Outer Limits, Strong Medicine e Earth 2.
Ha collaborato anche a film come Il mistero del principe Valiant, Il fuggitivo della missione impossibile e Kurt & Courtney.
Ha lavorato anche ai videogiochi Running Wild della Blue Shift Inc., Disruptor, la serie Ratchet & Clank e Resistance: Fall of Man, tutti della Insomniac Games.
Ha composto una raccolta di brani (Iranian Chronicles) per i film Hamid Rahmanian e Melissa Hibbard.
Bergeaud è sposato con la cantante Renfey, della quale è produttore.